# Martinelli
Martinelli – włoski zespół wykonujący muzykę italo disco, powstały w 1983 roku. W skład grupy wchodzili Simona Zanini oraz Aldo Martinelli. Największa popularność projektu przypada na drugą połowę lat 80. XX wieku, kiedy to wylansowali przeboje „Cenerentola” oraz „Revolution”.

## Historia
Debiutanckim singlem zespołu było nagranie „Voice (In The Night)” wydane w 1983 roku przez włoską wytwórnię Il Discotto Productions, przechodząc na rynku muzycznym bez większego echa (znalazło się jedynie na paru kompilacjach nagrań italo disco spod tego labelu). Skutkiem tego stanu rzeczy było zawieszenie działalności duetu pod szyldem Martinelli i skupienie się na innych projektach.
W 1984 roku duet Martinelli-Zanini odnieśli spory sukces jako Raggio di Luna, lansując przebój „Comanchero”. Kolejnymi singlami tego projektu nie udało się jednak utrzymać popularności co wpłynęło na decyzję powrotu do działalności jako Martinelli.
Powrót ten nastąpił rok później, w roku 1985, kiedy to ukazał się singel „Cenerentola”. Ten odniósł sukces porównywalny do wydanego rok wcześniej „Comanchero”, wchodząc do Top 5 listy w Austrii oraz Top 10 list w Niemczech i Szwajcarii.
W 1986 roku duet wydał kolejne dwa single: „O. Express” przeszedł na rynku bez echa, zaś wydany nieco później w tym roku „Revolution” dotarł do 18. miejsca na liście przebojów w Szwajcarii.
W 1987 roku pod szyldem projektu ukazały się kolejne dwa single: „Summer Lovers” i „Victoria”. Po ich wydaniu, ze względu na spadającą popularność, duet Martinelli-Zanini ponownie podjęli decyzję o zawieszeniu funkcjonowania zespołu.
Po latach, w 2011 roku projekt powrócił na rynek, wydając EP „American Band”. Rok później, w 2012, ukazał się singel „Torero”. Od tego czasu duet występuje na koncertach, wykonując nagrania z repertuaru projektów Martinelli, Raggio di Luna, Topo & Roby, Doctor’s Cat i Radiorama. 

## Dyskografia

### Single
| Rok  | Tytuł                  | Najwyższe pozycje | Najwyższe pozycje | Najwyższe pozycje |
| Rok  | Tytuł                  | [ 3 ]             | [ 4 ]             | [ 5 ] [ 6 ]       |
| ---- | ---------------------- | ----------------- | ----------------- | ----------------- |
| 1983 | „Voice (In The Night)” | –                 | –                 | –                 |
| 1985 | „Cenerentola”          | 8                 | 5                 | 6                 |
| 1986 | „O. Express”           | –                 | –                 | –                 |
| 1986 | „Revolution”           | –                 | –                 | 18                |
| 1987 | „Summer Lovers”        | –                 | –                 | –                 |
| 1987 | „Victoria”             | –                 | –                 | –                 |
| 2012 | „Torero”               | –                 | –                 | –                 |

### EP
- 2011 – „American Band”[14]

### Kompilacje
- 2018 – Greatest Hits & Remixes[15]